# Jacques Roubaud
Pour les articles homonymes, voir Roubaud.
Jacques Roubaud, né le 5 décembre 1932 à Caluire-et-Cuire (Rhône) et mort le 5 décembre 2024 à Paris, est un poète, écrivain et mathématicien français.
Membre de l'Oulipo, il développe une œuvre abondante, qui comprend des ouvrages de prose, de poésie, des écrits autobiographiques et des essais. Il s'intéresse également à l'utilisation des mathématiques et de l'informatique pour l'écriture à contraintes oulipienne.
Jacques Roubaud reçoit plusieurs prix littéraires couronnant l'ensemble de son œuvre, notamment le grand prix national de la poésie (1990) et le grand prix de littérature Paul-Morand de l'Académie française (2008).

## Biographie
Fils de Lucien et Suzanne Roubaud, Jacques Roubaud a une sœur et deux frères, dont Jean-René, qui s'est suicidé en 1961, à 22 ans. Il passe son enfance à Carcassonne puis à Paris après la Seconde Guerre mondiale ; il se dit un élève moyen. Reconnu très tôt par Louis Aragon, il publie un premier recueil de poésies en 1944 sous le titre Poésies juvéniles, puis un second en 1952, intitulé Voyage du soir.
Véritablement fasciné par les formes fixes des poèmes comme le sonnet (il dit en avoir lu plus de cent cinquante mille), le renga et la sextine (L'Oulipo qualifie de « n-ine » ou encore « quenine » les généralisations de la sextine à des nombres autres que 6), il apprend depuis tout jeune des milliers de vers et des centaines de poèmes par cœur. En 1961, il se consacre exclusivement à la composition de sonnets, entamant dès lors une démarche expérimentale dans la plupart de ses travaux littéraires. La série des « pseudo-romans » autour du personnage de « la Belle Hortense », de même que ses nombreux livres de poèmes pour enfants, ou la majeure partie de ses contes, pour enfants ou adultes, ne relèvent cependant pas à proprement parler, ou seulement à la marge, de cette démarche.
Étudiant en hypokhâgne, l'expérience ne lui plaît pas. Il y met fin à la suite d'un commentaire d'un poème des Chimères de Gérard de Nerval. Il dit détester les concours et les examens. Vouant une grande admiration à l'œuvre du groupe Bourbaki, aux études de lettres il préfère les mathématiques, qu'il enseigne à partir de 1958, « pour des raisons utilitaires », comme assistant délégué  puis maître assistant à l'université de Rennes.
À Rennes, il rencontre le mathématicien Jean Bénabou (cousin de l'oulipien Marcel Bénabou), avec qui il se lie d'amitié et qui apparaît dans plusieurs de ses textes poétiques. Ensemble, ils démontrent un théorème important de théorie des catégories, qui porte leur nom,. Il est professeur de mathématiques à l'université Paris-Nanterre de 1970 à 1991,. En 1990, il publie ses travaux destinés initialement à une thèse non soutenue : « La forme du sonnet français de Marot à Malherbe. Recherche de seconde rhétorique »,.
Les mathématiques ont une grande influence sur son activité littéraire, poétique (comme dans ∈) ou de fiction (voir la série des Hortense basée sur la sextine — 6 volumes prévus, dont 3 publiés). Il serait l'auteur d'un passage d'inspiration mathématique de La Disparition, de Georges Perec, qui cite notamment Jean Bénabou sous les traits du « cousin d'Ibn Abbou ».
En décembre 1965, il fait partie des six poètes pour lesquels Louis Aragon organise une soirée baptisée « Six poètes et une musique de maintenant » au théâtre Récamier, à Paris.
En 1966, Jacques Roubaud est invité d'honneur de l'Ouvroir de littérature potentielle (Oulipo). La même année il y est coopté par Raymond Queneau. Il devient l'inventeur de nombreuses contraintes telles que le « baobab » et le « haïku oulipien généralisé ». Il est le cofondateur, avec Paul Braffort, de l'Atelier de littérature assistée par les mathématiques et les ordinateurs (Alamo) en 1981.
En 1968, il est, avec Jean-Pierre Faye et  Maurice Roche, le cofondateur de la revue Change, qui accueillera des textes d'oulipiens. Auparavant, il avait fourni de nombreuses contributions à la revue Action poétique. En 1969, il est à l'origine de la création du Cercle Polivanov, qui publiera les Cahiers de poétique comparée.
Il épouse en première noces Sylvia Bénichou (1935-2025), fille de l'universitaire Paul Bénichou.
Il épouse en 1980 la photographe et écrivaine d'origine canadienne Alix Cléo Roubaud ; gravement asthmatique depuis l'enfance, elle meurt à trente et un ans en 1983 d'une embolie pulmonaire. Jacques Roubaud évoque sa disparition dans Quelque chose noir et Le Grand Incendie de Londres.
Jacques Roubaud obtient le prix France Culture en 1986. En 1989, il publie Le Grand Incendie de Londres, début d'un cycle en prose qu'il appelle son « projet ».
Jacques Roubaud a été directeur d’études à l’École des hautes études en sciences sociales (EHESS) jusqu'en 2001. Il a travaillé en collaboration avec de nombreux artistes, notamment Micaëla Henich, Christian Boltanski et le compositeur français François Sarhan, pour lequel il écrit la Grande Kyrielle du sentiment des choses en 2002. La compositrice Kaija Saariaho a par ailleurs mis en musique des extraits des Échanges de la lumière dans son œuvre pour chœur Nuits, Adieux (1991) et donné à son concerto pour violon (1994) le titre Graal Théâtre, en référence à l'œuvre de Roubaud et Delay. Le premier opéra de Saariaho, L'Amour de loin (2000), est d'ailleurs inspiré des ressources sur le troubadour Jaufré Rudel traduites et présentées par Jacques Roubaud dans La Fleur inverse.
Il a présidé le Centre international de poésie Marseille de 1992 à 1997.
En mai 2021, il reçoit le prix Goncourt de la poésie pour l'ensemble de son œuvre.
Il meurt le 5 décembre 2024 à Paris, jour de son 92e anniversaire,. Il est inhumé au cimetière de Montmartre (division 25).

## Analyse de l'œuvre
Jacques Roubaud revendique plusieurs influences à travers ses nombreux et divers centres d'intérêt : littérature médiévale, en particulier l'énorme corpus de la matière de Bretagne, en français et en anglais ; poésie des troubadours, dont il est sans doute un des plus grands connaisseurs en France (reprise par exemple de la forme extrêmement complexe de la sextine dans Quelque chose noir) ; poésie japonaise ancienne ; prose japonaise ancienne (le Genji Monogatari) ; jeu de go (il a publié un traité sur ce sujet en collaboration avec Pierre Lusson et Georges Perec) ; ou encore littérature de langue anglaise : écrivains britanniques, notamment Lewis Carroll et Anthony Trollope, poètes britanniques jusqu'à la fin du XIXe siècle, parmi lesquels Gerard Manley Hopkins ; poètes américains du XXe siècle.
Il est ainsi réputé pour ses nombreuses traductions, dont il a rassemblé une partie dans un volume intitulé Traduire, journal, où ne figure aucun des poèmes en version originale : il estime que le poème cible est une œuvre à part entière, distincte du poème-source et autonome. Pourtant, son anthologie de la poésie des troubadours parue chez Seghers comporte les œuvres originales en langue d'oc.

Il a déclaré : 

« Un poème est un objet artistique de langue à quatre dimensions : pour la page (c’est-à-dire pour l’œil), pour l’oreille (ce que nous entendons), pour la voix (ce que nous prononçons) et pour une vision intérieure,. »

### Les principes de Roubaud
Il est l'auteur de deux principes oulipiens qui portent maintenant son nom :
- « Un texte écrit suivant une contrainte parle de cette contrainte. »
- « Un texte écrit suivant une contrainte mathématisable contient les conséquences de la théorie mathématique qu'elle illustre[30]. »

## Œuvres

### Poésie
- ∈, Gallimard, Paris, 1967
- Trente et un au cube, Gallimard, Paris, 1973
- Mezura, Éditions d'Atelier, Paris, 1975
- Dors, précédé de Dire la poésie, Gallimard, Paris, 1981
- Les Animaux de tout le monde, Paris, Ramsay, 1983 ; réédité en 1990 par Seghers.
- Les Animaux de personne, Paris, Seghers, 1991
- La pluralité des mondes de Lewis, Gallimard, Paris, 1991
- La forme d'une ville change plus vite, hélas, que le cœur des humains. Cent cinquante poèmes (1991-1998), Gallimard, Paris, 1999
- Churchill 40 et autres sonnets de voyage, Gallimard, Paris, 2004
- Quelque chose noir, recueil de poèmes, Gallimard, Paris, 1986 Ce recueil a été inscrit au programme d'admission de l'École normale supérieure de Fontenay-Saint-Cloud[31] en 2007-2008 et au programme de la session 2026 des agrégations externes de lettres classiques, de lettres modernes et de grammaire.
- Poésie, etcetera, ménage, Stock, Paris, 1995
- La Fenêtre veuve. Prose orale, Théâtre Typographique[32], Courbevoie, 1996
- Kyrielle, NOUS, Caen, 2003
- Ode à la ligne 29 des autobus parisiens, Attila, 2012  (ISBN 978-2-917084-58-8)[33]
- Octogone. Livre de poésie, quelquefois prose, Gallimard, Paris, 2014
- C et autre poésie (1962-2012), NOUS, Caen, 2015  (ISBN 978-2-370840-21-9)
- Je suis un crabe ponctuel. Anthologie personnelle (1967-2014), Gallimard, Paris, 2016  (ISBN 978-2-910227-95-1).
- Tridents, NOUS, Caen, 2019  (ISBN 978-2-370840-72-1)
- Strophes reverdie, L'Usage, Paris, 2019  (ISBN 978-2-9566481-0-9)
- Chutes, rebonds et autres poèmes simples, Paris, Gallimard, 2021[34],[35]
- Cent sept plantes, L'Usage, Paris, 2023  (ISBN 978-2-9566481-7-8)

### Prose
- Trilogie d'Hortense[36] (3 volumes publiés sur 6 prévus) :
  - La Belle Hortense, Ramsay, Paris, 1985 (rééd. Seuil, coll. « Points »)
  - L'Enlèvement d'Hortense, Ramsay, Paris, 1987 (rééd. Seuil, coll. « Points »)
  - L'Exil d'Hortense, Seghers (coll. « Mots »), Paris, 1990 (rééd. Seuil, coll. « Points »)
- Le Grand Incendie de Londres[37]
  - Le grand incendie de Londres. Récit avec incises et bifurcations, Seuil, Paris, 1989
  - La Boucle, Seuil, Paris, 1993
  - Mathématique :, Seuil, Paris, 1997
  - Poésie :, Seuil, Paris, 2000
  - La Bibliothèque de Warburg. Version mixte, Seuil (coll. « Fiction & Cie »), Paris, 2002 (branche 5 du Projet)
  - Impératif catégorique[38]. Récit, Seuil (coll. « Fiction & Cie »), Paris, 2008
  - La Dissolution. Récit, Nous, Paris, 2008 Le Grand Incendie de Londres, réédition des 5 premières branches du Projet en un seul volume, Seuil (coll. « Fiction & Cie »), Paris, 2009.

- L'Abominable Tisonnier de John McTaggart Ellis McTaggart, et autres vies plus ou moins brèves, Seuil, Paris, 1997
- Ma vie avec le docteur Lacan, L'Attente, 2004
- Nous, les moins-que-rien, fils aînés de personne. 12 (+1) autobiographies, Fayard, Paris, 2006

### Essais
- La Fleur inverse : essai sur l'art formel des troubadours, Ramsay, Paris, 1986
- Quel avenir pour la mémoire ?, avec Maurice Bernard, Gallimard, coll. « Découvertes Gallimard / Littératures » (no 349), Paris, 1998
- La Vieillesse d'Alexandre : essai sur quelques états récents du vers français, F. Maspero, Paris, 1978 (rééd. éditions Ivrea, 2000)
- L'Invention du fils de Leoprépès, Circé, Saulxures, 1993
- La Ballade et le chant royal, Les Belles Lettres, coll. « Architecture du verbe» , Paris, 1997
- Sous le Soleil : vanité des vanités, Bayard, Paris, 2004
- Lire, écrire ou comment je suis devenu collectionneur de bibliothèques, Presses de l'Enssib, 2012  (ISBN 978-2-910227-95-1) ; également disponible en ligne
- Description du projet, NOUS, Caen, 2014
- Poétique. Remarques. Poésie, mémoire, nombre, temps, rythme, contrainte, forme, etc., Seuil, coll. « La Librairie du XXIe siècle », Paris, 2016  (ISBN 978-2-02-129549-8)[39]
- Co Va Ru - Vol. I Mètres, Rimes, formes, Martine Aboucaya & Yvon Lambert, Paris, 2021  (ISBN 978-2-9540208-1-5)
- Co Va Ru - Vol. II Expositions, Célébrations, Fabrications, Martine Aboucaya & Yvon Lambert, Paris, 2021  (ISBN 978-2-9540208-2-2)

### Conte
- La Princesse Hoppy ou le Conte du Labrador, Hatier (coll. « Fées et gestes »), Paris, 1990 (rééd. Absalon, Nancy, 2008)

### Écrits autobiographiques
- Autobiographie, chapitre dix. Poèmes avec des moments de repos en prose, Gallimard, Paris, 1977
- Ciel et terre et ciel et terre, et ciel, Flohic, Charenton, 1997
- Peut-être ou la Nuit de dimanche (Brouillon de prose), Seuil, coll. « La Librairie du XXIe siècle », Paris, 2018  (ISBN 978-2-02-138823-7)[40],[41]

### Bibliothèque oulipienne
- 22 fascicules de La Bibliothèque oulipienne (dont 2 sous le pseudonyme de La Reine Haugure)

### Préface
- Entretiens d'Étretat, avec Michel Chaillou, Canoë[42], 2020  (ISBN 978-2-490251-14-8)

### Anthologies
- Les troubadours : anthologie bilingue, Seghers, Paris, 1971
- Soleil du soleil : anthologie du sonnet français de Marot à Malherbe, Gallimard, Paris, 1990
- Quasi-Cristaux, Martine Aboucaya & Yvon Lambert, Paris, 2013 ; également disponible en ligne
- Esprit de résistance, dir. Jean-Yves Reuzeau pour la série L'Année poétique : 118 poètes d'aujourd'hui, Seghers, Paris, 2025  (ISBN 9782232148095)[43],[44]

### Traductions
- Mono no aware. Le Sentiment des choses. Cent quarante-trois poèmes empruntés au japonais, Paris, Gallimard, 1970.
- Lewis Carroll, La Chasse au Snark, Paris, Garance, 1981 (réédition : Paris, Ramsay, 1986).
- Charles Reznikoff, Testimony : the United States, 1885-1890 / Témoignage : les États-Unis, 1885-1890 : récitatif, Paris, hachette, 1981.
- Traduire, journal, Paris, éditions NOUS, 2000  (ISBN 2-913549-03-9).
- « Yhwh convoque » et « Dans le désert » (avec Marie Borel et Jean l'Hour), « Livre de Joël » (avec Jean l'Hour), « Paroles de Qohélet » et « Esther (grec) » (avec Marie Borel et Jean l'Hour), dans La Bible, Paris, Bayard, 2001.

### En collaboration
- avec Pierre Lusson et Georges Perec :
  - Petit traité invitant à la découverte de l'art subtil du go, Paris, Bourgois, 1969.
- avec Octavio Paz, Edoardo Sanguineti & Charles Tomlinson
  - Renga (écriture poétique collective), Paris, Gallimard, 1971.
- avec Florence Delay : 
  - Graal théâtre : Gauvain et le chevalier vert, Lancelot du Lac, Perceval le Gallois, L'enlèvement de Guenièvre, Paris, Gallimard, 1977 De ce futur cycle de dix pièces, ils publient celles qui seront les III, IV, V et VI de la décalogie.
  - Graal théâtre : Joseph d'Arimathie, Merlin l'enchanteur, Paris, Gallimard, 1981 (pièces I et II de la décalogie)
  - Graal théâtre : Joseph d'Arimathie, Merlin l'enchanteur, Gauvain et le Chevalier vert, Perceval le Gallois, Lancelot du Lac, L'enlèvement de la reine, Morgane contre Guenièvre, Fin des temps aventureux, Galaad ou la Quête, La tragédie du roi Arthur, Paris, Gallimard, 2005[45].
- avec Michel Chaillou, Michel Deguy, Florence Delay, Natacha Michel et Denis Roche :
  - L'Hexaméron, Paris, Le Seuil, coll. « Fiction & Cie », 1990.
- avec Michelle Grangaud et Jacques Jouet :
  - La Bibliothèque de Poitiers, Rennes, Presses universitaires de Rennes, 1999.
- avec Anne F. Garréta :
  - Éros mélancolique, Paris, Grasset, 2009.
- avec Jean-Paul Marcheschi : 
  - Les Fastes, Montreuil-sous-Bois, Lienart, 2009  (ISBN 978-2-35906-009-6)
- avec Jacques Jouet :
  - À Lorient, Rennes, éditions Apogée, 2010[46].

### Thèses
- Morphismes rationnels et algébriques dans les types d'A-algèbres discrètes à une dimension, thèse de doctorat, université de Rennes, 1967, Publications de l'Institut de statistique de l'université de Paris, vol. XVII, no 4, 1968, p. 1-77.
- La Forme du sonnet français de Marot à Malherbe : recherche de seconde rhétorique, thèse de doctorat d'État, université Paris IV, 1990.

## Prix et distinctions

### Prix
- 1986 : Prix France Culture, pour Quelque chose noir
- 1990 : Grand prix national de la poésie du ministère de la Culture, pour l'ensemble de son œuvre
- 1996 : Prix Théophile-Gautier pour Poésie, et cetera : Ménage[47]
- 2008 : Grand prix de littérature Paul-Morand de l'Académie française, pour l'ensemble de son œuvre[47]
- 2021 : Prix Goncourt de la poésie, pour l'ensemble de son œuvre[24]
- 2023 : Grand prix de poésie de l'Académie française pour l'ensemble de son œuvre poétique[48]

### Décoration
- Commandeur de l'ordre des Arts et des Lettres (2014)[49]